# Rig Veda

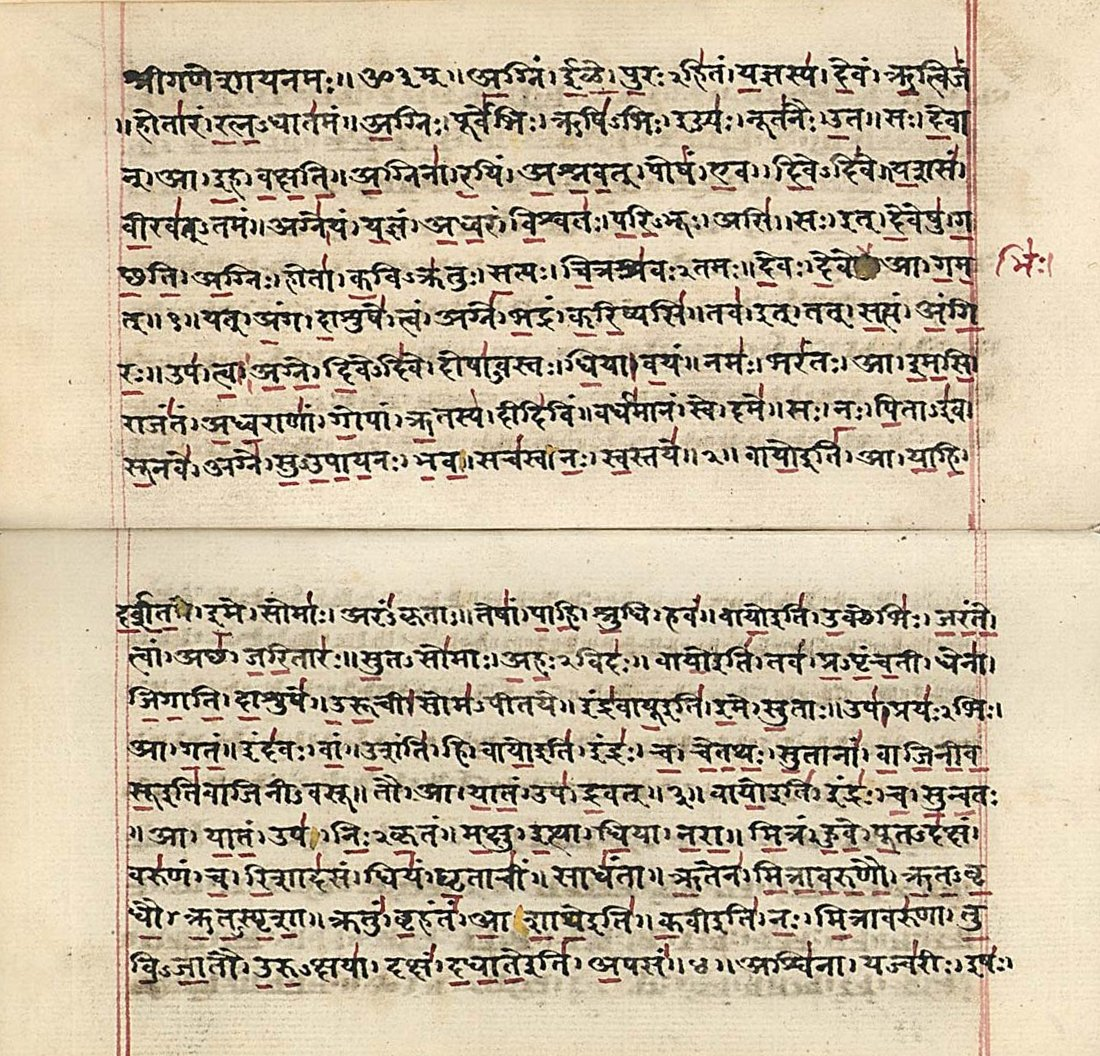
Rigveda

Rig Veda (în sanscrită: ऋग्वेद ṛgveda) este o colecție de imnuri religioase din India antică, dedicată zeităților arhaice. Este considerată cea mai veche și mai importantă dintre cele patru texte canonice hinduse (shruti) cunoscute drept "Vede". Conform dovezilor interne (filologice și lingvistice), Rig Veda a fost compusă în limba sanscrită aproximativ între 1700 și 1100 î.Hr. (perioada vedică timpurie), în Punjab (Sapta Sindhu), ceea ce o plasează printre cele mai vechi texte religioase din lume în continuă folosire, precum și printre cele mai vechi texte scrise într-o limbă indo-europeană.
Există importante similități lingvistice și culturale între Rig Veda și Avesta iraniană, originară din timpurile proto-indo-iraniene, de multe ori asociată cu cultura Andronovo, datând din c. 2000 î.Hr..
Astăzi, acest text este venerat de hindușii din întreaga lume, în special din India și Nepal. Versurile sale sunt recitate în cadrul rugăciunilor, slujbelor religioase și a altor ocazii potrivite.